# Гробница Сулеймана-паши Барджини
Гробница Сулеймана-паши Барджини (алб. Tyrbja e Sulejman Pashës) — усыпальница османского военачальника Сулеймана-паши, известного как основатель Тираны . Гробница имеет статус памятника культуры.
После смерти Сулеймана Паши его тело было погребено возле построенной им мечети. Во время Второй Мировой войны мечеть и гробница были сильно повреждены в ноябре 1944 года. В 1967 году мечеть и могила были полностью уничтожены, а на их месте возведен монумент неизвестному солдату. 